# Nagara (Chiba)
Nagara (長柄町 Nagara-machi?) es un pueblo en la prefectura de Chiba, Japón, localizado en la parte central de la isla de Honshū, en la región de Kantō. El 1 de marzo de 2021 tenía una población estimada de 6664 habitantes y una densidad de población de 141 personas por km².

## Geografía
Nagara se encuentra en la parte central de la prefectura de Chiba, en la zona montañosa que divide el centro de la península de Bōsō. El pueblo consiste principalmente en colinas onduladas, a veces empinadas. Si bien no tiene ríos importantes, se han construido varias presas, incluida la presa de Nagara, para apoyar las fuentes de agua de la península de Bōsō.

## Historia
El municipio actual se formó en 1955 por la fusión de las villas de Nagara e Hiyoshi, y parte de la aldea de Mizukami durante el período de fusiones y disoluciones municipales en Japón en la década de 1950. Las principales actividades económicas son la agricultura y los campos de golf.

## Demografía
Según los datos del censo japonés, la población de Nagara ha disminuido en los últimos 30 años.
| Gráfica de evolución demográfica de Nagara entre 1950 y 2015 |
|                                                              |
| Oficina de Estadísticas de Japón                             |